# Colonomyces appendiculatus
Colonomyces appendiculatus är en svampart som beskrevs av R.K. Benj. 1955. Colonomyces appendiculatus ingår i släktet Colonomyces och familjen Euceratomycetaceae.  Arten är reproducerande i Sverige. Inga underarter finns listade i Catalogue of Life.